# سانت أنتونينو دي سوسا
سانت أنتونينو دي سوسا هي كومونا (بلدية) تقع في مدينة تورينو الحضرية في المنطقة الإيطالية بيدمونت ، تقع في فال دي سوسا على بعد 35 كيلومترًا(22 ميل) غرب تورينو.